# Rainer Groß (Skilangläufer)
Rainer Groß (geb. 18. Juni 1947 in Wünschendorf/Elster) ist ein ehemaliger deutscher Skilangläufer.
Groß trainierte beim SC Dynamo Klingenthal und startete bei den Olympischen Winterspielen 1972 in Sapporo für die DDR. Er nahm am 15-km- und am 50-km-Lauf teil. In ersterem belegte er Rang 26, in letzterem Rang 18.
Bei DDR-Meisterschaften gewann er 1967 über 10 km, 1973 über 30 km und in den Jahren 1967, 1969, 1971 und 1974 mit der 4-mal-10-Kilometer-Staffel von Dynamo Klingenthal den Titel.